# いじわるな恋
「いじわるな恋」（いじわるなこい）は、 伊藤かな恵の3枚目のシングル。2010年9月8日にLantisから発売された。

## 概要
前作「hide and seek」から9ヶ月ぶりのリリースであり、2010年1作目のシングル。表題曲「いじわるな恋」は、『今日、恋をはじめます』第9巻特装版OADのエンディングテーマとして使用された。表題曲がアニメの主題歌に起用されるのは1枚目のシングル「ユメ・ミル・ココロ」以来2作ぶり。新曲が他に2曲収録されているが、off vocalは収録されていない。

## 収録曲
1. いじわるな恋 [5:31] 
作詞・作曲：rino、編曲：渡辺拓也
  - 『今日、恋をはじめます』第9巻特装版OADエンディングテーマ
2. 未来記念日 [4:52] 
作詞：rino、作曲・編曲：福富雅之
3. ラリルララ [4:28] 
作詞・作曲・編曲：渡辺拓也

## 収録アルバム
| 曲名         | アルバム     | 発売日         |
| ------------ | ------------ | -------------- |
| いじわるな恋 | ココロケシキ | 2011年11月23日 |